# Minderbroedersplein
Het Minderbroedersplein is een plein in het historische centrum van de Nederlandse stad 's-Hertogenbosch. Naast veel kleine horecazaken is het ook een toegangsweg naar andere straten en de Markt.
De Minderbroederstraat werd in de volksmond ook wel Beddenstraatje genoemd naar een daar in vroeger jaren veel voorkomende handel.

## Benaming
| Jaar | Naam                      | Bron                                        |
| ---- | ------------------------- | ------------------------------------------- |
| 1645 | Minnebroers Straet        | Kaart L. Covens en C. Mortier ca 1645       |
| 1822 | Minderbroederstraat       | Volkstelling 1822                           |
| 1830 | De Minder Broeders Straat | Kaart J. B. Drossaers ca 1830               |
| 1890 | Minderbroedersstr.        | Kaart Jos van Hagens ca 1890                |
| 1901 | Minderbroeder             | Adresboek 's-Hertogenbosch 1901             |
| 1909 | Minderbroedersstraat      | Huisnummeromnummering 1909                  |
| 1910 | Minderbroedersstraat      | Straatnamenlijst 's-Hertogenbosch 1910-1911 |
| 1928 | Minderbroederstraat       | Adresboek voor 's-Hertogenbosch 1928        |
| 1943 | Minderbroederstraat       | Adresboek voor 's-Hertogenbosch 1943        |

## Geschiedenis
De Minderbroedersstraat dankt haar naam aan het gelijknamige klooster dat zich van de Pensmarkt tot bij de Snellestraat stromende Binnendieze uitstrekte. In 1228 vestigden de Minderbroeders zich als eerste kloosterorde in de stad. Vierhonderd jaar later, in 1629, moesten zij de stad verlaten. Het klooster en de bijbehorende kerk werden in 1641 verkocht. Het terrein werd toen verkaveld en door middel van een nieuwe straat, de Dode Nieuwstraat, ontsloten.
Het tweede gedeelte van de Minderbroedersstraat, tussen de Dode Nieuwstraat en de Snellestraat, was kleinschalig verkaveld, met als gevolg dat er een verscheidenheid aan winkeltjes en woonhuizen ontstond. Voor de bouw ervan werd gebruik gemaakt van sloopmateriaal van het klooster. In de loop der tijden kregen deze panden andere eigenaren en bewoners, maar de kleinschaligheid bleef. Er was een herberg gevestigd, een slagerij en er woonde een barbier.
Na de Tweede Wereldoorlog wilde het Bossche stadsbestuur een aantal wijken in de binnenstad saneren en het gebied rond de Markt aanpassen. Stadsarchitect Piet van Kessel tekende tussen 1952 en 1963 de nieuwe situatie. Er zouden vier pleinen ontstaan (Minderbroedersplein, Lombardsplein, Kerkplein en Tolbrugplein), die door middel van een ringweg met elkaar verbonden moesten worden. Daarvoor dienden onder meer de Snellestraat en de Krullartstraat verbreed te worden en moest een verbinding worden aangelegd tussen de Krullartstraat en de Annaplaats en tussen de Korte Waterstraat en het nieuwe Tolbrugplein. In 1953 werden deze plannen gepubliceerd. Zij sloten goed aan bij de nieuwbouwplannen van de provincie bij Waterstraat en Wolvenhoek. Maar het betekende ook dat de panden aan de Minderbroedersstraat tussen de Dode Nieuwstraat en de Snellestraat gesloopt moesten worden. En dat terwijl deze nog best goed waren en eigenlijk niet gesaneerd hoefden te worden maar alleen moesten wijken om het ringweg plan te realiseren. Oppositie tegen dit plan was er niet. Alleen de latere grootschalige plannen van de provincie ondervonden forse weerstand. Langzamerhand kwamen de panden aan de Minderbroedersstraat leeg te staan en werden De Granaatappel, Het Bruidsbed, De Gekroonde Valk, De Drie Zittekussens en De Stoomboot Julia gesloopt in het begin van de jaren zestig. Niet dus als gevolg van het Structuurplan van 1964, maar van het ruim tien jaar oudere Ringwegplan. Een echt plein werd er niet aangelegd. Daar moest nog zeker twintig jaar op worden gewacht.
In 1985 werden nog twee panden aan de Dode Nieuwstraat gesloopt en kon nieuwbouw ter plekke gerealiseerd worden. Vlak daarvoor vond archeologisch onderzoek plaats. Onder meer werden de vroeg 13e-eeuwse stadsmuur en de kerk van het voormalig klooster teruggevonden. Op het plein is nu nog in de bestrating te zien waar deze zich bevonden.
Onder de woningen bevinden zich de winkels. Zij zijn gevestigd aan de Minderbroedersstraat, want de naam Minderbroedersplein wordt wel gehanteerd, maar is niet officieel.

## Minderbroedersklooster
In 1228 vestigden zich de Minderbroeders of Franciscanen zich in 's-Hertogenbosch. Het was de vroegste vestiging in Nederland. Zij kregen een stuk grond ter beschikking dat oorspronkelijk tot het bezit van de hertog hoorde en ook direct naast de hertogelijke residentie was gelegen. Het is het enige klooster dat binnen de eerste stadsmuur heeft gelegen. Het klooster is bij de stadsbrand van 1463 ernstig beschadigd en werd daarna ingrijpend verbouwd. Na de inname van de stad in 1629 verlieten de monniken de stad en werd het klooster verkocht. Op het terrein werden huizen gebouwd en nieuwe straten (Minderbroedersstraat en Dode Nieuwstraat) aangelegd.
Het klooster was gelegen aan de Pensmarkt, ten zuiden van de hertogelijke hof. Aanvankelijk werd het klooster aan de achterzijde begrensd door de stadsmuur. Na 1350 is het klooster iets uitgebreid tot over de stadsmuur.
In de jaren zestig heeft een behoorlijke aantasting van het terrein plaatsgevonden door de aanleg van het geheel onderkelderde V&D-warenhuis. Op deze positie bevond zich een gedeelte van de enorme kerk van dit klooster. Achter de V&D heeft in de jaren tachtig van de 20ste eeuw een uitgebreid archeologisch onderzoek plaatsgevonden, voorafgaand aan de nieuwbouw van een winkelcomplex. Een gedeelte van de vleugel aan de noordwestzijde van de kerk is onderzocht. De exacte begrenzing met de aansluitende hertogelijke residentie is niet bekend.

## Fotogalerij

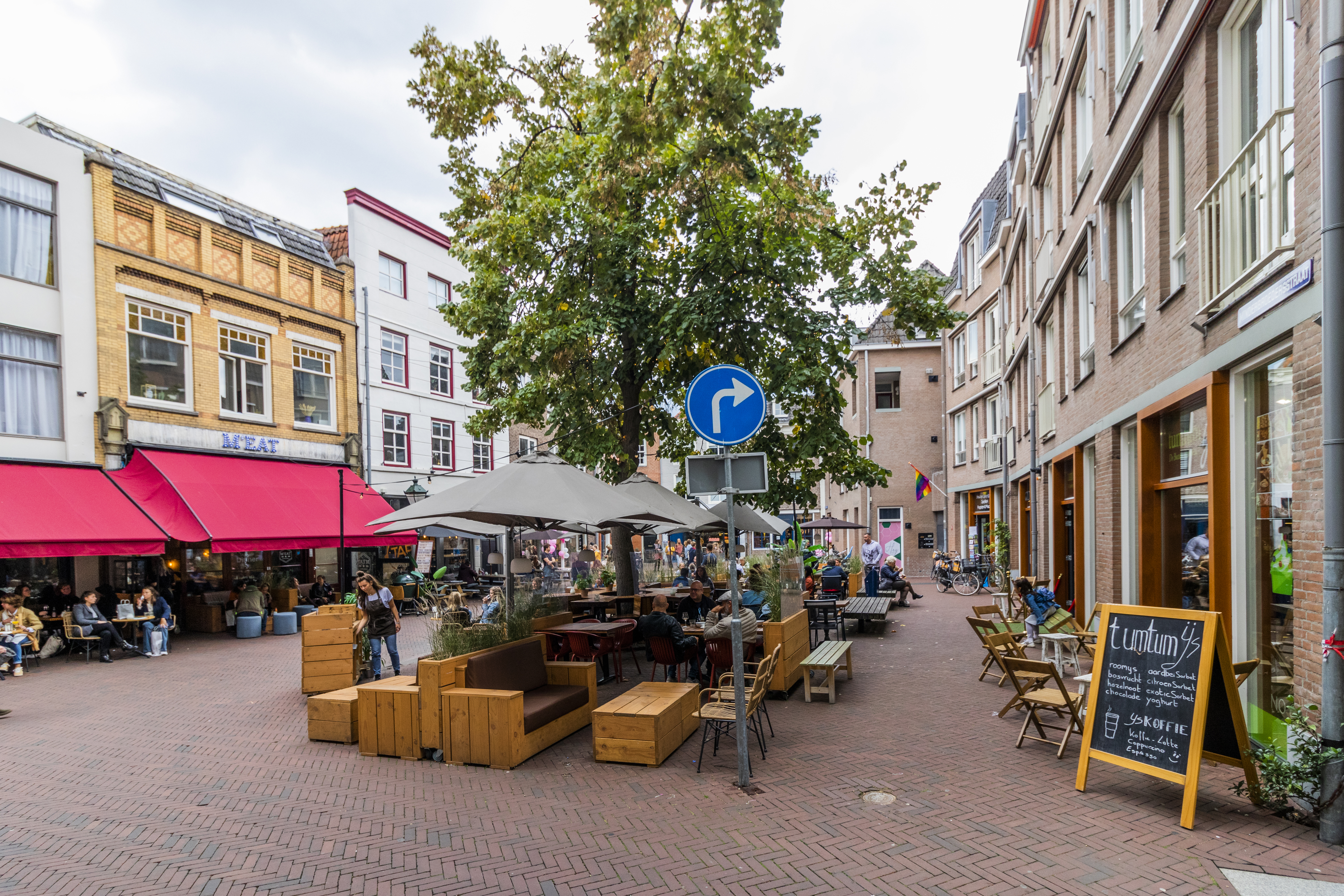
Het Minderbroedersplein vanuit een van de hoeken
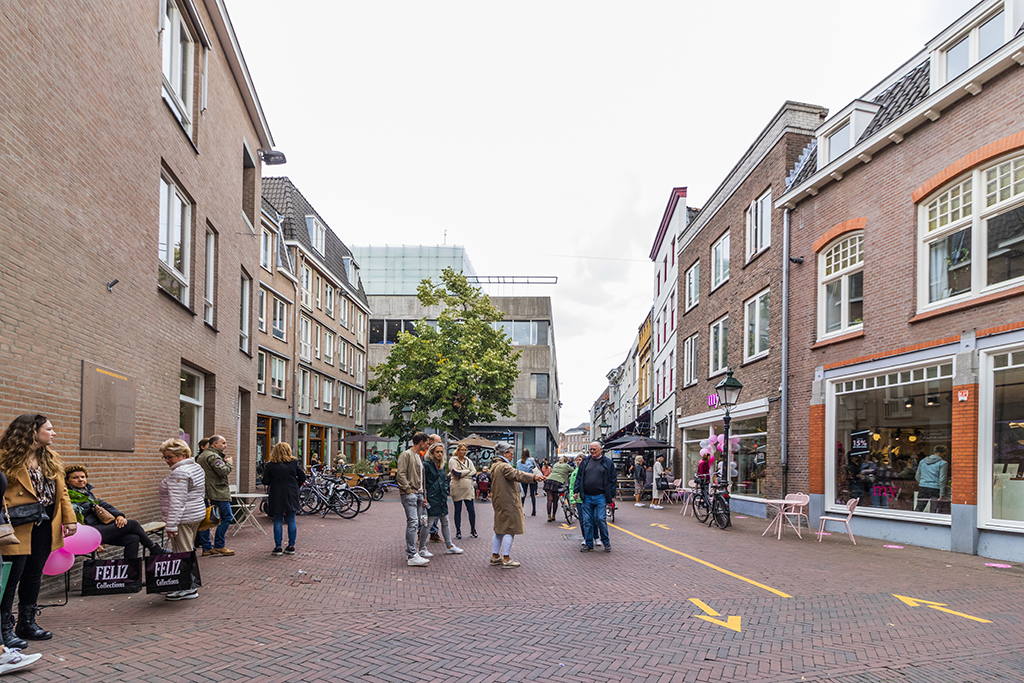
Het Minderbroedersplein vanuit een van de hoeken; achter in de foto is de achterzijde van de Perry Sport te zien
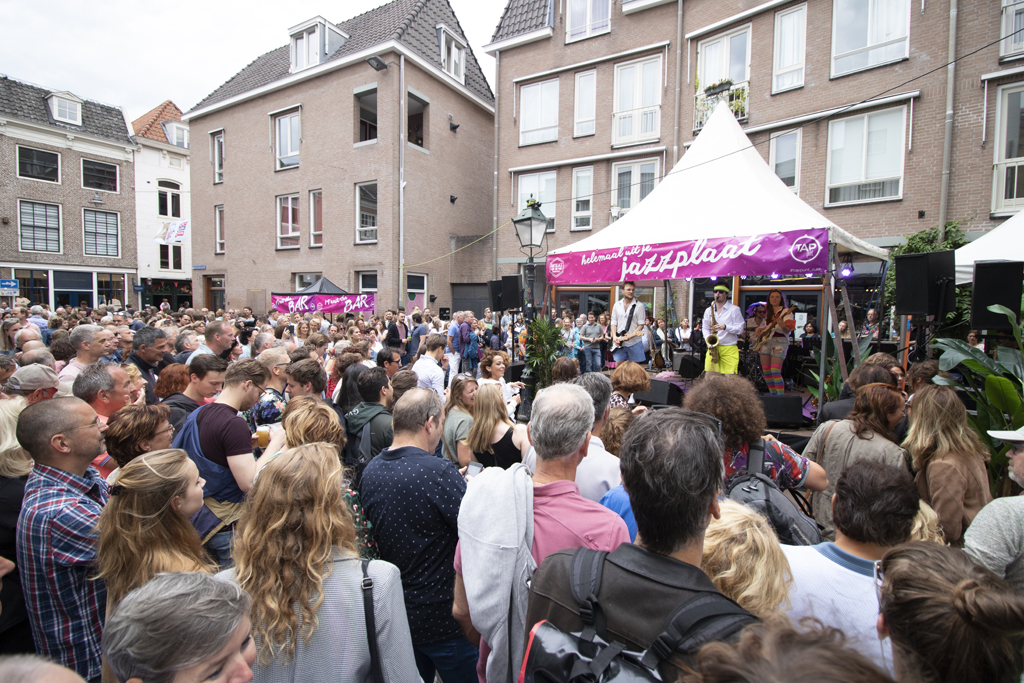
Overzichtsfoto van het Minderbroedersplein (1)
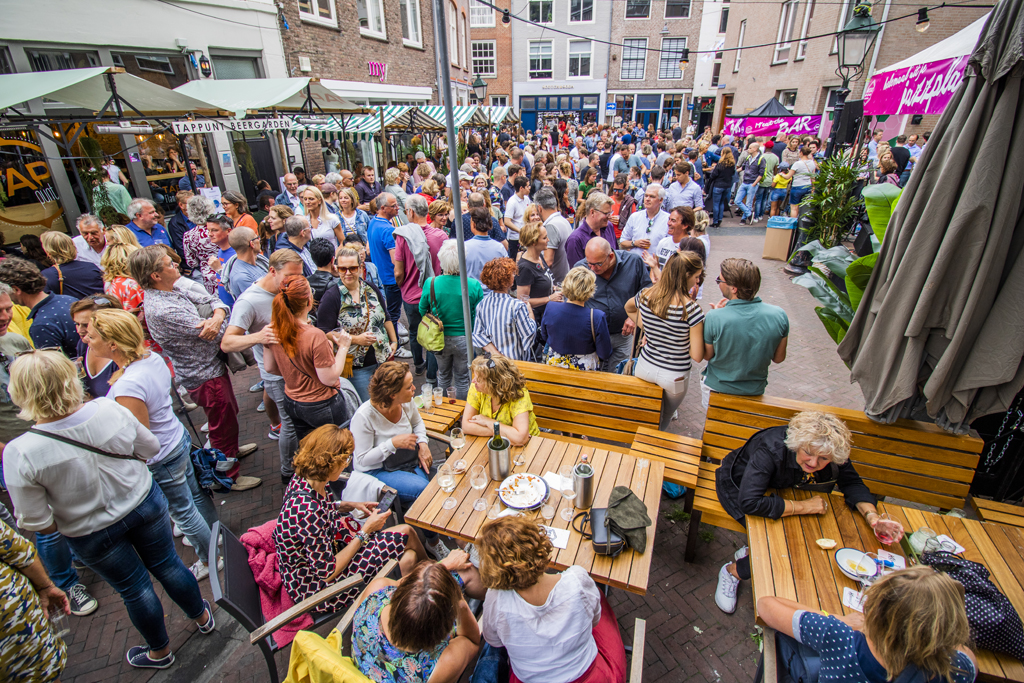
Overzichtsfoto van het Minderbroedersplein (2)
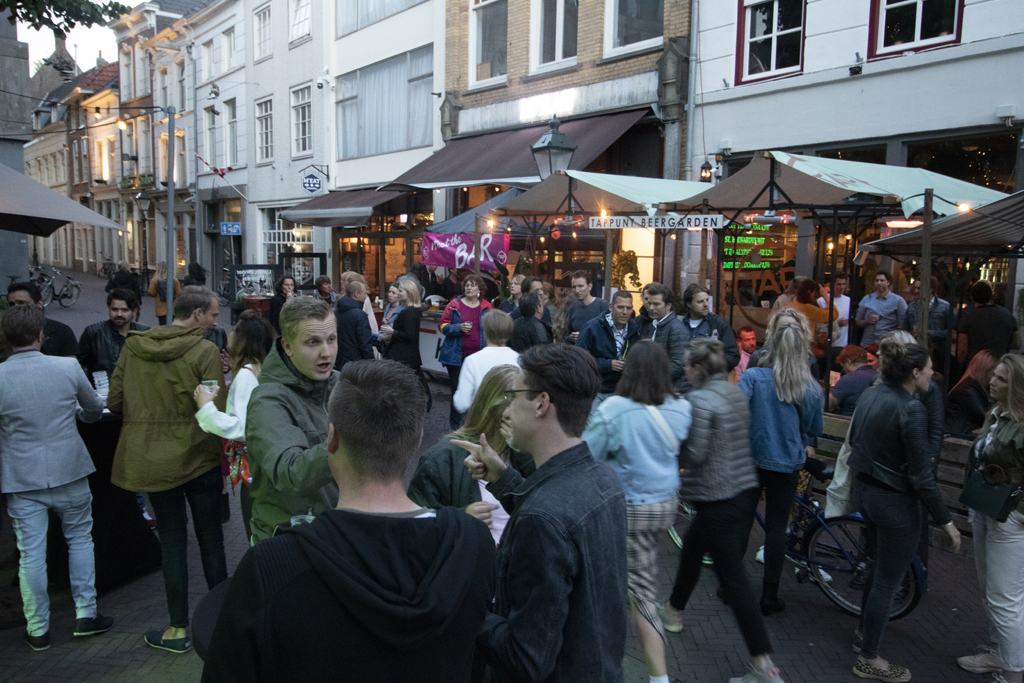
Overzichtsfoto van het Minderbroedersplein (3)